# Eustrophus bimaculatus
Eustrophus bimaculatus là một loài bọ cánh cứng trong họ Tetratomidae. Loài này được Gestro miêu tả khoa học đầu tiên năm 1881.